# Northleach
Northleach is een marktstadje in Gloucestershire.
De stad werd rijk door de middeleeuwse wolhandel van de vijftiende eeuw. Als gevolg daarvan is de hoofdkerk indrukwekkend in omvang en kwaliteit.
De weg die later de A40 werd, liep door de stad, en heeft als hoofdweg tussen Oxford en Cheltenham sterk bijgedragen aan de ontwikkeling van de stad. Toen schade door trillingen werd ontdekt in een aantal huizen uit de 15e tot 18e eeuw werd in het midden van de jaren 1980 een ringweg aangelegd.
De stad heeft drie pubs, een museum van mechanische muziek en kunst- en antiekwinkels.

## Church of St Peter and St Paul

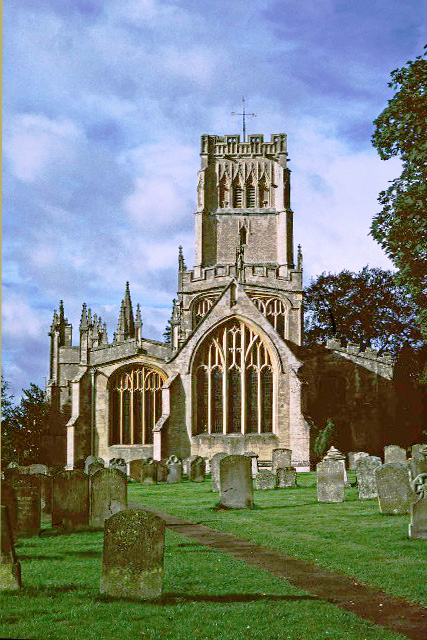
De kerk van St. Peter & St. Paul

De kerk, gewijd aan de heiligen Petrus en Paulus, staat bekend als de Kathedraal van de Cotswolds. Het is een zogenaamde wolkerk, wat wil zeggen dat hij grotendeels werd gebouwd met gelden afkomstig uit de wolindustrie. De kerk bevat nog steeds een reeks koperen platen als aandenken aan de investeringen van de wolhandelaren.
De kerk dateert uit de vroege 12de eeuw en werd gebouwd op de fundamenten van een ouder gebouw, wellicht ook een kerk. De 12e-eeuwse versie was simpel, bestaande uit weinig meer dan een gangpad. De koren zijn een latere toevoeging, wat men kan zien aan de zuidoostelijke hoeken in de Bicknell-kapel. Andere veranderingen hebben ook hun sporen achtergelaten. Het litteken op het steil hellende dak van de torenwand toont dat de zuidelijke beuk tweemaal werd verbreed.
Het huidige koor werd gebouwd in de jaren 1300, gevolgd door het schip, zijbeuken en de sacristie in de jaren 1400. Het fraaie zuiderportaal werd toegevoegd rond 1480. De algemene stijl van de huidige kerk staat bekend als de laatmiddeleeuwse glazen kooi, waarbij de structuur van de kerk van minder belang is dan de grote gebrandschilderde ramen.